# 穆兰莱梅斯
穆兰莱梅斯（法語：Moulins-lès-Metz，法語發音：[mulɛ̃ lɛ mɛs]，意为“梅斯附近的穆兰”）是法国摩泽尔省的一个市镇，位于梅斯市区西部，属于梅斯区和梅斯欧洲都会区。

## 地理
穆兰莱梅斯（49°6'23"N, 6°6'32"E）面积6.98 平方千米，位于法国大東部大區摩泽尔省，该省份为法国东北部内陆省份，是洛林的一部分，西南接默尔特-摩泽尔省，东临下莱茵省，北与卢森堡和德国接壤。
与穆兰莱梅斯接壤的市镇（或旧市镇、城区）包括：锡-沙泽勒、欧尼、沙泰勒圣日耳曼、茹伊欧萨什、瑞西、马尔利、蒙蒂尼莱梅斯、圣吕菲娜、沃村。
穆兰莱梅斯的时区为UTC+01:00、UTC+02:00（夏令时）。

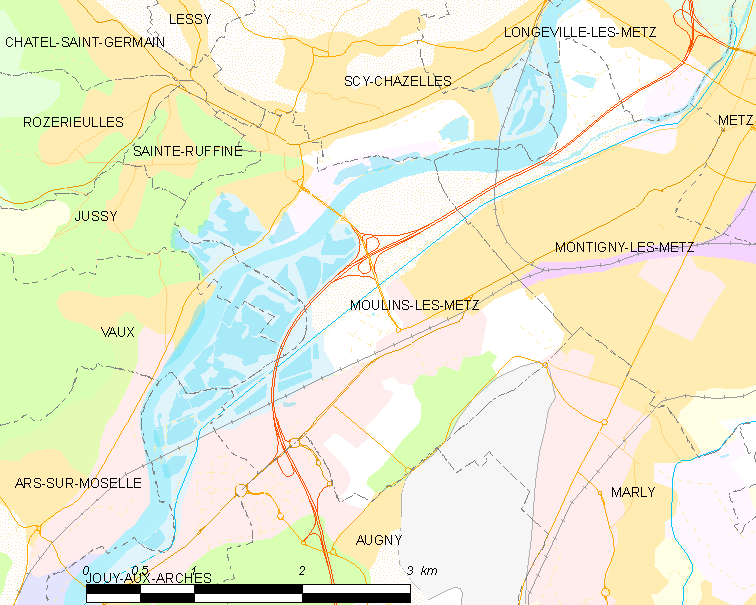
穆兰莱梅斯的OSM定位图

## 行政
穆兰莱梅斯的邮政编码为57160，INSEE市镇编码为57487。

## 政治
穆兰莱梅斯所属的省级选区为摩泽尔山坡县。

## 人口

1962-2008年间穆兰莱梅斯人口变化图示

穆兰莱梅斯于2022年1月1日时的人口数量为5161人。